# Narciso Bonaplata

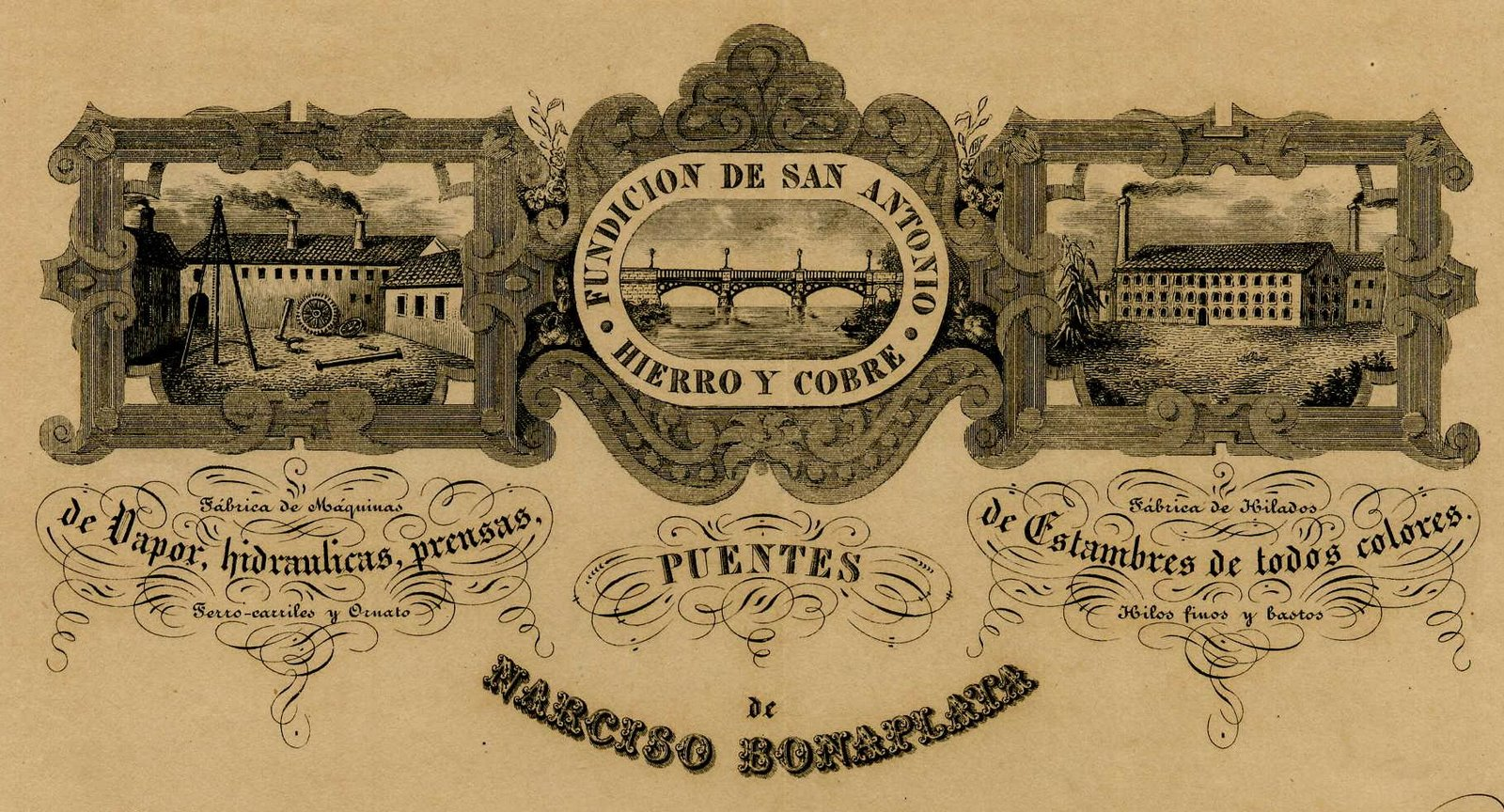
Logotipo del conglomerado empresarial de Narciso Bonaplata, donde se mencionan la fundición, los telares y la construcción de piezas para puentes

Narciso Bonaplata y Curiol (1807, Barcelona-1869, Sevilla) fue un empresario español que ayudó a la fundación de la Feria de Abril de Sevilla en el siglo XIX.

## Biografía
A los 16 años trabajó en el taller familiar de pintados y posteriormente ingresó en la fábrica Bonaplata, Rull Vilaregut y Cia, empresa que había construido el primer telar a vapor de España. La fábrica era conocida como El Vapor.
En 1836 contrae matrimonio en Barcelona con la parisina Palmira Michel de Berquins, contralto francesa de reconocido prestigio en los teatros de Francia, Italia y España de la época. La dote de ella era apenas su ropa, sin embargo el marido aportaría 400.000 reales. Debido a reticencias de su familia por contraer matrimonio con una persona de clase social inferior se trasladó a Valencia. En 1837 la pareja tuvo su primer hijo en Valencia, Óscar Bonaplata y Michel, y en 1839, dentro de la empresa Bonaplata Hermanos, que formaría con sus hermanos José y Ramón, se traslada a Madrid donde erige su fábrica en un convento desamortizado. En 1840 Narciso acepta el ofrecimiento de dirigir una nueva fábrica en Sevilla. En la capital hispalense montará una fábrica en otro convento desamortizado, la de San Antonio, de fundición de hierro y cobre, situada entre las calles Torneo y San Vicente, y que será la más importante de la ciudad hasta erigirse la de Hermanos Portilla White en 1857. Su fábrica produjo en 1850 los hierros del Puente de Isabel II, también conocido como Puente de Triana, construido en 1852.
Bonaplata crearía en la ciudad una hilatura de lana que en 1861 contaría con 30 cardas, 810 husos y un pequeño tinte de algodón. Sevilla cautivó al industrial. En 1846 decidió, junto con José María de Ybarra, realizar en la ciudad un certamen ganadero que, gracias a su éxito, consiguió en 1847 el privilegio de feria, siendo este el origen de la actual Feria de Abril de Sevilla.
Narciso Bonaplata falleció en Sevilla, en su casa de la calle Armas, 35, el 12 de noviembre de 1869 de una "afección agudísima de las vísceras abdominales". Fue enterrado en el Cementerio de San Fernando y posteriormente sus restos fueron trasladados al sevillano Hospital de San Lázaro, donde reposan en la actualidad.
Narciso tuvo tres hijos, Óscar Ramón, Josefa y Malvina. De ellos, solamente Óscar Ramón Bonaplata y Michel, casado con Elisa Martínez; y su hermana Josefa, casada, con José Escalera y Barrero, presidente de la Audiencia de Filipinas, tuvieron descendencia. Los descendientes del Sr. Bonaplata y Curiol viven actualmente en Sevilla y Madrid.